# Спектрограф

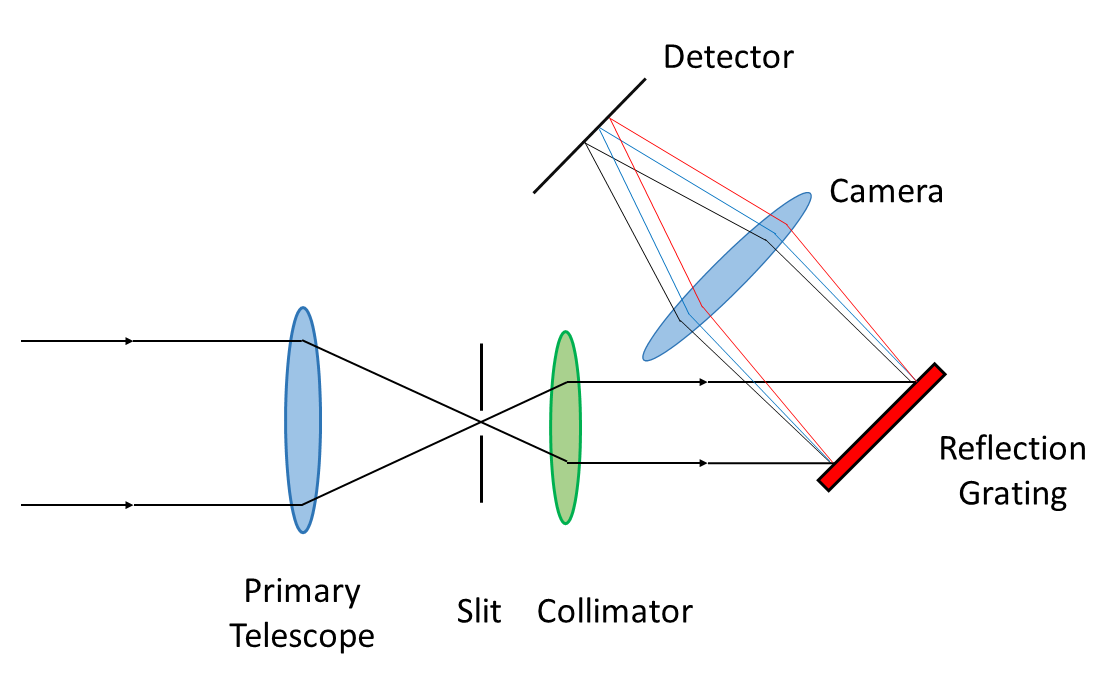
Схема спектрографа

Спектро́граф (от спектр и греч. γραφω — пишу) — прибор, в котором приёмник излучения одновременно регистрирует весь возможный электромагнитный спектр. 
Приёмниками излучения могут быть фотоматериалы, многоэлементные фотоприёмники (ПЗС-матрицы или линейки), электронно-оптические преобразователи. 
Диспергирующая система (система, которая разделяет поток излучения в зависимости от длины волны) может быть призмой, дифракционной решеткой др.
Спектрограф применяют для промышленных и научных исследований спектров веществ, в астрономических исследованиях. 
Общеизвестно применение спектрографа в астрономии.